# Abasgadzhi Magomédov
Abasgadzhi Mujtárovich Magomédov (en ruso: Абасгаджи Мухтарович Магомедов; Tissi, 15 de marzo de 1998) es un deportista ruso de origen daguestano que compite en lucha libre.
Ganó dos medallas en el Campeonato Mundial de Lucha, en los años 2021 y 2023, y dos medallas de oro en el Campeonato Europeo de Lucha, en los años 2021 y 2024.

## Palmarés internacional
| Campeonato Mundial | Campeonato Mundial | Campeonato Mundial | Campeonato Mundial |
| Año                | Lugar              | Medalla            | Categoría          |
| ------------------ | ------------------ | ------------------ | ------------------ |
| 2021               | Oslo (Noruega)     | Medalla de oro     | 61 kg              |
| 2023               | Belgrado (Serbia)  | Medalla de plata   | 61 kg              |
| Campeonato Europeo |                    |                    |                    |
| Año                | Lugar              | Medalla            | Categoría          |
| 2021               | Varsovia (Polonia) | Medalla de oro     | 61 kg              |
| 2024               | Bucarest (Rumania) | Medalla de oro     | 61 kg              |